# Magyarszentmihály
Magyarszentmihály (szerbül Михајлово / Mihajlovo, németül Michajlowo) település Szerbiában, a Vajdaságban, a Közép-bánsági körzetben, Nagybecskerek községben.

## Fekvése
Nagybecskerektől 12 km-re északkeletre, a Duna–Tisza–Duna-csatorna mellett, Elemér és Jankahíd közt fekvő település.

## Története
Magyarszentmihály nevét az 1723-1725-ös gróf Mercy-féle térképen találjuk először, mely a becskereki kerületben, a lakatlan helységek között jelölte.
1750-ben kincstári puszta volt, melyet a délmagyarországi kincstári puszták bérlő társasága bérelt.
1838-ban népes pusztaként említették, 828 magyar lakossal, akik dohánykertészettel foglalkoztak. Ekkor Kiss Ernő eleméri uradalmához tartozott.
1908-ban nagyközséggé alakult. A 20. század elején Farkas Géza, Jekelfalussy Zoltánné és Szent-Ivány Zoltánné birtoka volt.
1910-ben 929 lakosából 849 magyar, 36 német, 32 szerb volt. Ebből 869 római katolikus, 15 görögkatolikus, 30 görögkeleti ortodox volt.
A trianoni békeszerződés előtt Torontál vármegye Nagybecskereki járásához tartozott.

## Népesség

### Demográfiai változások
| 1948 | 1953 | 1961 | 1971 | 1981 | 1991 | 2002 | 2011 |
| ---- | ---- | ---- | ---- | ---- | ---- | ---- | ---- |
| 1373 | 1286 | 1409 | 1252 | 1318 | 1169 | 1004 | 948  |

## Nevezetességek
- Római katolikus temploma - 1910-ben épült Szent Mihály Főangyal tiszteletére